# Берт Булін
Берт Рі́кард Юга́ннес Булі́н (швед. Bert Rickard Johannes Bolin; 1925—2007) — шведський метеоролог, професор метеорології Стокгольмського університету (1961—1990); перший голова Міжурядової групи експертів зі зміни клімату (МГЕЗК) (1988—1997). Член королівської Шведської і Норвезької академій наук, іноземний член РАН.

## Життєпис
Берт Булін народився 15 травня 1925 року в приморському шведському містечку Нючепінг у центрі лена Седерманланд. Здобувши середню освіту, вступив до Упсальського університету, який успішно закінчив у 1946.
У 1949 отримав в Стокгольмському університеті ступінь магістра, а в 1956 — ступінь доктора метеорології. Під час написання докторської він працював в Інституті перспективних досліджень разом з Джоном фон Нейманом, спільно з яким, використовуючи електронний числовий інтегратор і обчислювач (ENIAC), склав один з перших комп'ютерних прогнозів погоди.
У 1961-1990 вчений був професором Стокгольмського університету на кафедрі метеорології.
В 1988 Всесвітньою метеорологічною організацією (ВМО) і Програмою ООН з навколишнього середовища (ЮНЕП) була створена Міжурядова група експертів зі зміни клімату (МГЕЗК) і Берт Болін був обраний її головою; цей пост він займав до 1997 року.
Деякий час був одним з наукових керівників Європейського космічного агентства.
Також був членом королівської шведської, норвезької та російської академій наук. Кавалер ряду наукових нагород, неодноразово номінувався на Нобелівську премію.
Лауреат премії Тайлера (1988).
Помер 30 грудня 2007 в містечку Дандерюд поблизу Стокгольма.
У 1979 році він розлучився зі своєю дружиною (Ulla Frykstrand). Від шлюбу у них залишилося троє дітей.